# Óscar Mingueza
Óscar Mingueza García (sinh ngày 13 tháng 5 năm 1999) là một cầu thủ bóng đá chuyên nghiệp người Tây Ban Nha hiện đang thi đấu ở vị trí trung vệ hoặc hậu vệ phải cho câu lạc bộ La Liga Celta Vigo và đội tuyển bóng đá quốc gia Tây Ban Nha.

## Sự nghiệp câu lạc bộ
Sinh ra tại Santa Perpètua de Mogoda, Barcelona, Catalonia, Mingueza gia nhập học viện La Masia của FC Barcelona vào năm 2007. Anh đã giành được UEFA Youth League với đội Juvenil A của câu lạc bộ vào năm 2018. Anh chuyển lên FC Barcelona B vào mùa giải 2018–19.
Mingueza có trận ra mắt đội 1 của Barcelona vào ngày 24 tháng 11 năm 2020, khi vào sân thay cho Gerard Piqué bị chấn thương, với chiến thắng 4–0 trước Dynamo Kyiv trong khuôn khổ vòng bảng UEFA Champions League 2020–21 tại NSC Olimpiyskiy ở Kyiv. 5 ngày sau, anh có trận ra mắt La Liga trong chiến thắng 4–0 trước Osasuna tại Camp Nou. Vào ngày 15 tháng 3 năm 2021, Mingueza ghi bàn thắng đầu tiên cho Barcelona trong chiến thắng 4–1 trên sân nhà trước Huesca. Vào ngày 17 tháng 4 năm 2021, anh giành danh hiệu đầu tiên, Copa del Rey 2020–21 sau khi giành chiến thắng trước Athletic Bilbao.

## Sự nghiệp quốc tế
Do một số cầu thủ đội tuyển quốc gia phải đi cách ly sau khi dính COVID-19, như Sergio Busquets, các cầu thủ đội U-21 Tây Ban Nha đã được gọi để tham gia trận giao hữu quốc tế với Lithuania vào ngày 8 tháng 6 năm 2021. Mingueza đã có trận ra mắt đội tuyển trong trận đấu Tây Ban Nha thắng 4–0. Cuối tháng đó, anh được điền tên vào đội hình của Tây Ban Nha tham dự Thế vận hội mùa hè 2020.

## Thống kê sự nghiệp

### Câu lạc bộ
Tính đến 17 tháng 10 năm 2021
| Câu lạc bộ          | Mùa giải            | Giải đấu            | Giải đấu | Giải đấu | Cúp quốc gia | Cúp quốc gia | Châu Âu | Châu Âu | Khác | Khác | Tổng cộng | Tổng cộng |
| Câu lạc bộ          | Mùa giải            | Hạng đấu            | Trận     | Bàn      | Trận         | Bàn          | Trận    | Bàn     | Trận | Bàn  | Trận      | Bàn       |
| ------------------- | ------------------- | ------------------- | -------- | -------- | ------------ | ------------ | ------- | ------- | ---- | ---- | --------- | --------- |
| Barcelona B         | 2018–19             | Segunda División B  | 15       | 0        | 0            | 0            | –       | –       | –    | –    | 15        | 0         |
| Barcelona B         | 2019–20             | Segunda División B  | 16       | 0        | 0            | 0            | –       | –       | 3    | 0    | 19        | 0         |
| Barcelona B         | 2020–21             | Segunda División B  | 1        | 0        | 0            | 0            | –       | –       | 1    | 0    | 2         | 0         |
| Barcelona B         | Tổng cộng           | Tổng cộng           | 32       | 0        | 0            | 0            | –       | –       | 3    | 0    | 36        | 0         |
| Barcelona           | 2020–21             | La Liga             | 27       | 2        | 5            | 0            | 5       | 0       | 2    | 0    | 39        | 2         |
| Barcelona           | 2021–22             | La Liga             | 6        | 0        | 0            | 0            | 2       | 0       | 0    | 0    | 8         | 0         |
| Barcelona           | Tổng cộng           | Tổng cộng           | 33       | 2        | 5            | 0            | 7       | 0       | 2    | 0    | 47        | 2         |
| Tổng cộng sự nghiệp | Tổng cộng sự nghiệp | Tổng cộng sự nghiệp | 65       | 2        | 5            | 0            | 7       | 0       | 5    | 0    | 83        | 2         |

1. 1 2  Ra sân tại vòng play-offs Segunda División B
2. 1 2  Ra sân tại UEFA Champions League
3. ↑  Ra sân tại Supercopa de España

## Danh hiệu
Barcelona
- Copa del Rey: 2020–21[8]
- UEFA Youth League: 2017–18[12]

U-23 Tây Ban Nha
- Huy chương Bạc Thế vận hội Mùa hè: 2020